# Neoherminia hydrillalis
Neoherminia hydrillalis là một loài bướm đêm trong họ Noctuidae.